# Баронин, Антон Игоревич
Анто́н И́горевич Баро́нин (г. Обнинск, Калужская область) — российский джазовый пианист.

## Биография
Антон Баронин родился в городе Обнинске Калужской области. Отец — Игорь Андреевич Егиков, композитор, ученик Арама Хачатуряна; мать — Лина Владимировна Баронина, преподаватель теории музыки.
В четырёхлетнем возрасте начал играть на виолончели и фортепиано. В семь лет поступил в Центральную музыкальную школу, где занимался с преподавателем Еленой Петровной Ховен.
Брал уроки джазовой импровизации у Михаила Моисеевича Окуня.
Сотрудничал с Германом Лукьяновым, братьями Бриль, Анатолием Герасимовым, Виталием Головнёвым, Борисом Кургановым и др. С саксофонистом Сергеем Головнёй, контрабасистом Евгением Онищенко и барабанщиком Игорем Игнатовым создал собственный квартет, игравший экспериментальную джазовую музыку.
Служил в Вооружённых Силах Российской Федерации.
В 2000 году был приглашён в Биг-бэнд и Квартет Игоря Бутмана (с Игорем Бутманом, Виталием Соломоновым и Эдуардом Зизаком). В 2013 году место Баронина в коллективах Бутмана занял Олег Аккуратов.
Участвовал в проектах с Бенни Голсоном, Майклом Брекером, Уинтоном Марсалисом, Жан-Люком Понти, Джорджем Бенсоном, Paul Bollenback, Randy Brecker, Ди Ди Бриджуотер, Биллом Эвансом, Joe Locke, Carmen Lundy, Kevin Mahogany, Билли Кобэмом, Steve Slagle и другими музыкантами.
Создал новый собственный проект — трио Orchestra 2.0, в котором сочетает джазовую и академическую музыку.

## Рецепция
…Пианист оркестра [Биг-бэнда Игоря Бутмана] Антон Баронин, как обычно, блеснул классической техникой и вполне академическим уровнем изложения материала, который при этом стилистически и интонационно оказывается совершенно джазовым. Антону не помешало даже внезапное отключение монитора, через который он должен был слышать всю оркестровую ткань: соло завершилось с тем же блеском и изяществом, с каким было начато. <…> Ещё раз к русской классике оркестр обратился в «Парафразе на до-диез-минорный прелюд С. В. Рахманинова», который открылся обширным сольным эпизодом пианиста Антона Баронина, который продемонстрировал не только блестящее понимание рахманиновского текста (и умение вполне достоверно его прочесть), но и изрядную иронию, то здесь, то там окрашивавшую плотную фортепианную ткань неожиданными «мутациями». Красиво прозвучала и основная, оркестровая часть «Парафраза», в которой аранжировка уводила оркестр довольно далеко от оригинального Сергея Васильевича, но выводила, вполне предсказуемо, всё-таки в добротный современный джазовый мейнстрим.